# Gianni Di Venanzo
Gianni Di Venanzo (18 de diciembre de 1920, Téramo, Italia - 3 de enero de 1966, Roma, Italia) fue un director de cine Italiano que inició su carrera como camarógrafo y director de fotografía a finales de la Segunda Guerra Mundial.

## Biografía
Se graduó en 1940 en el Centro Experimental de Cinematografía, para convertirse pronto en uno de los más importantes directores de fotografía. Activo en la edad de oro del cine italiano de 1943 a 1966, colaboró con grandes cineastas como Federico Fellini, Michelangelo Antonioni, Mario Monicelli, Francesco Rosi, Alberto Lattuada y muchos otros.

## Filmografía[3][4]
- Días de gloria, dirigida por Luchino Visconti, Giuseppe de Santis y Marcello Pagliero (1945)
- Cantoria d'angeli, dirigida por Dezső Ákos Hamza - Cortometraje (1949)
- La primavera del Papa, dirigida por Dezső Ákos Hamza - Cortometraje (1949)
- Puentes y puertas de Roma, dirigida por Dezső Ákos Hamza - Cortometraje (1949)
- ¡Achtung! ¡Bandidos! , dirigida por Carlo Lizzani (1951)
- El capitán de Venecia, de Gianni Puccini (1951)
- Al borde de la metrópoli, de Carlo Lizzani (1952)
- Tierra Extranjera, dirigida por Sergio Corbucci (1952)
- La hora de la verdad, de Jean Delannoy (1952)
- Amor en la ciudad, dirigida por Federico Fellini y Michelangelo Antonioni (1953)
- Crónicas de pobres amantes, de Carlo Lizzani (1954)
- Mujeres y soldados, dirigida por Luigi Malerba y Antonio Marchi (1954)
- Los amigos, de Michelangelo Antonioni (1955)
- Gli sbandati, de Citto Maselli (1955)
- El soltero, de Antonio Pietrangeli (1955)
- Cuando se pone el sol, de Guido Brignone (1955)
- Las chicas de San Frediano, de Valerio Zurlini (1955)
- Kean - Genio y temeridad, dirigida por Vittorio Gassman (1956)
- Defiendo mi amor, de Giulio Macchi (1956)
- Sor Letizia - El amor más grande, de Mario Camerini (1956)
- El grito, de Michelangelo Antonioni (1957)
- El desafío, dirigida por Francesco Rosi (1958)
- I soliti ignoti, de Mario Monicelli (1958)
- La ley es ley, de Christian-Jaque (1958)
- El enemigo de mi mujer, de Gianni Puccini (1959)
- Una hectárea de cielo, dirigida por Aglauco Casadio (1959)
- La primera noche, dirigida por Alberto Cavalcanti (1959)
- En el azul pintado de azul, dirigida por Piero Tellini (1959)
- Vento del Sud, dirigida por Enzo Provenzale (1959)
- I Magliari, dirigida por Francesco Rosi (1959)
- Yo delfini, dirigida por Citto Maselli (1960)
- Screamers at the Bar, de Lucio Fulci (1960)
- Un mandarín para Teo, dirigida por Mario Mattoli (1960)
- La noche, de Michelangelo Antonioni (1961)
- Crimen, dirigida por Mario Camerini (1961)
- El carabinero a caballo, de Carlo Lizzani (1961)
- El eclipse, dirigida por Michelangelo Antonioni (1962)
- Eva, de Joseph Losey (1962)
- Salvatore Giuliano, dirigida por Francesco Rosi (1962)
- Las manos sobre la ciudad, de Francesco Rosi (1963)
- La niña de Bube, de Luigi Comencini (1963)
- 8½, dirigida por Federico Fellini (1963)
- Los basiliscos, de Lina Wertmüller (1963)
- Los indiferentes, de Citto Maselli (1964)
- Gente Moderna, episodio de Alta Infidelidad, dirigida por Mario Monicelli (1964)
- La mujer es una cosa maravillosa, de Mauro Bolognini (1964)
- El momento de la verdad, de Francesco Rosi (1965)
- La décima víctima, de Elio Petri (1965)
- Il morbidone, dirigida por Massimo Franciosa (1965)
- La mujer rubia, episodio de Hoy, mañana, pasado mañana, dirigida por Luciano Salce (1965)
- Julieta de los espíritus, dirigida por Federico Fellini (1965)
- Mujeres en Venecia ( The Honey Pot ), dirigida por Joseph L. Mankiewicz (1967) - Póstuma

## Premios
- Nastro d'argento en 1958 por Il grido
- Nastro d'argento en 1960 por I magliari
- Nastro d'argento en 1963 por Salvatore Giuliano
- Nastro d'argento en  1964 por 8½
- Nastro d'argento en  1966 por Giulietta de los espíritus

## Premio Internacional "Gianni Di Venanzo"
Es un premio internacional dedicado a los directores de fotografía cinematográfica establecido en Teramo por la Asociación Teramo Nostra. La primera edición data de 1996.
Durante la primera edición se proyectó el documental: "Gianni Di Venanzo, un gran autor de la fotografía" (40" min.) Dirigido por Alan Bacchelli y comisionado por la Asociación "Téramo Nostra" con entrevistas a los más importantes actores, directores y compañeros directores de fotografía que han trabajado con Gianni Di Venanzo o que han sido influenciados por su obra y persona ( Claudia Cardinale, Monica Vitti, Vittorio Storaro, Dante Spinotti, Lina Wertmüller, Francesco Rosi )